# Населення Джибуті
⇗
Населення Джибуті. Чисельність населення країни 2015 року становила 828,3 тис. осіб (163-тє місце у світі). Чисельність джибутійців стабільно збільшується, народжуваність 2015 року становила 23,65 ‰ (64-те місце у світі), смертність — 7,73 ‰ (105-те місце у світі), природний приріст — 2,2 % (40-ве місце у світі) . 

## Природний рух

### Відтворення
Народжуваність в Джибуті, станом на 2015 рік, дорівнює 23,65 ‰ (64-те місце у світі). Коефіцієнт потенційної народжуваності 2015 року становив 2,39 дитини на одну жінку (83-тє місце у світі). Рівень застосування контрацепції 19 % (станом на 2012 рік).
Смертність у Джибуті 2015 року становила 7,73 ‰ (105-те місце у світі).
Природний приріст населення в країні 2015 року становив 2,2 % (40-ве місце у світі).

### Вікова структура

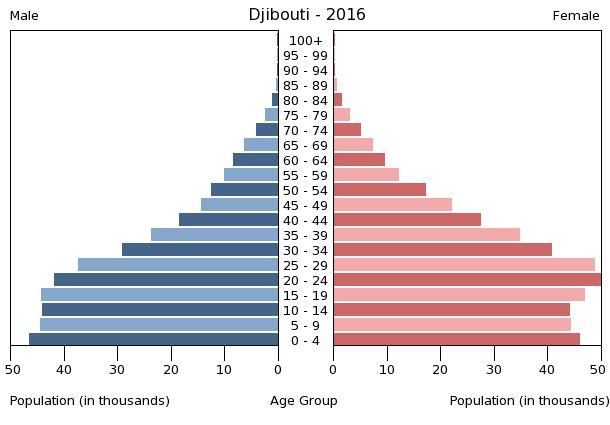
Віково-статева піраміда населення Джибуті, 2016 рік

Середній вік населення Джибуті становить 23,5 року (167-ме місце у світі): для чоловіків — 21,8, для жінок — 24,9 року. Очікувана середня тривалість життя 2015 року становила 62,79 року (188-ме місце у світі), для чоловіків — 60,28 року, для жінок — 65,37 року.
Вікова структура населення Джибуті, станом на 2015 рік, виглядає таким чином:
- діти віком до 14 років — 32,31 % (134 166 чоловіків, 133 479 жінок);
- молодь віком 15—24 роки — 21,82 % (85 021 чоловік, 95 706 жінок);
- дорослі віком 25—54 роки — 37,59 % (129 382 чоловіки, 182 021 жінка);
- особи передпохилого віку (55—64 роки) — 4,67 % (17 970 чоловіків, 20 689 жінок);
- особи похилого віку (65 років і старіші) — 3,61 % (13 422 чоловіки, 16 468 жінок)[1].

## Розселення
Густота населення країни 2015 року становила 38,3 особи/км² (175-те місце у світі).

### Урбанізація
Джибуті високоурбанізована країна. Рівень урбанізованості становить 77,3 % населення країни (станом на 2015 рік), темпи зростання частки міського населення — 1,6 % (оцінка тренду за 2010—2015 роки).
Головні міста держави: Джибуті (столиця) — 529,0 тис. осіб (дані за 2015 рік).

### Міграції
Річний рівень імміграції 2015 року становив 6,06 ‰ (20-те місце у світі). Цей показник не враховує різниці між законними і незаконними мігрантами, між біженцями, трудовими мігрантами та іншими.

#### Біженці й вимушені переселенці
Станом на 2016 рік, в країні постійно перебуває 12,36 тис. біженців з Сомалі, 19,6 тис. з Ємену.
Джибуті є членом Міжнародної організації з міграції (IOM).

## Расово-етнічний склад
| Етнічний склад (2015 рік) | Етнічний склад (2015 рік) | Етнічний склад (2015 рік) | Етнічний склад (2015 рік) | Етнічний склад (2015 рік) |
| ------------------------- | ------------------------- | ------------------------- | ------------------------- | ------------------------- |
| Етнос:                    |                           |                           | Відсоток:                 |                           |
| сомалійці                 | сомалійці                 |                           | 60%                       | 60%                       |
| афарці                    | афарці                    |                           | 35%                       | 35%                       |
| інші                      | інші                      |                           | 5%                        | 5%                        |

Головні етноси країни: сомалійці — 60 %, афарці — 35 %, французи, араби, ефіопи, італійці та інші — 5 % населення.

## Мови
| Мови Джибуті (2015 рік) | Мови Джибуті (2015 рік) | Мови Джибуті (2015 рік) | Мови Джибуті (2015 рік) | Мови Джибуті (2015 рік) |
| ----------------------- | ----------------------- | ----------------------- | ----------------------- | ----------------------- |
| Мова:                   |                         |                         | Відсоток:               |                         |
| французька              | французька              |                         | %                       | %                       |
| арабська                | арабська                |                         | %                       | %                       |
| сомалі                  | сомалі                  |                         | %                       | %                       |
| афарська                | афарська                |                         | %                       | %                       |

Офіційні мови: французька і арабська. Інші поширені мови: сомалі, афарська.

## Релігії
| Релігії в Джибуті (2015 рік) | Релігії в Джибуті (2015 рік) | Релігії в Джибуті (2015 рік) | Релігії в Джибуті (2015 рік) | Релігії в Джибуті (2015 рік) |
| ---------------------------- | ---------------------------- | ---------------------------- | ---------------------------- | ---------------------------- |
| Віросповідання:              |                              |                              | Відсоток:                    |                              |
| мусульмани                   | мусульмани                   |                              | 94%                          | 94%                          |
| християни                    | християни                    |                              | 6%                           | 6%                           |

Головні релігії й вірування, які сповідує, і конфесії та церковні організації, до яких відносить себе населення країни: іслам — 94 %, християнство — 6 % (станом на 2015 рік).

## Освіта
Рівень письменності 2015 року становив 99 % дорослого населення (віком від 15 років): 99 % — серед чоловіків, 99 % — серед жінок.
Державні витрати на освіту становлять 4,5 % ВВП країни, станом на 2010 рік (11-те місце у світі). Середня тривалість освіти становить 6 років, для хлопців — до 7 років, для дівчат — до 6 років (станом на 2011 рік).

## Охорона здоров'я
Забезпеченість лікарями в країні на рівні 0,23 лікаря на 1000 мешканців (станом на 2006 рік). Забезпеченість лікарняними ліжками в стаціонарах — 1,4 ліжка на 1000 мешканців (станом на 2012 рік). Загальні витрати на охорону здоров'я 2014 року становили 10,6 % ВВП країни (44-те місце у світі).
Смертність немовлят до 1 року, станом на 2015 рік, становила 48,7 ‰ (39-те місце у світі); хлопчиків — 55,79 ‰, дівчаток — 41,39 ‰. Рівень материнської смертності 2015 року становив 229 випадків на 100 тис. народжень (56-те місце у світі).
Джибуті входить до складу ряду міжнародних організацій: Міжнародного руху (ICRM) і Міжнародної федерації товариств Червоного Хреста і Червоного Півмісяця (IFRCS), Дитячого фонду ООН (UNISEF), Всесвітньої організації охорони здоров'я (WHO).

### Захворювання
Потенційний рівень зараження інфекційними хворобами в країні високий. Найпоширеніші інфекційні захворювання: діарея, гепатит А, черевний тиф, гарячка денге (станом на 2016 рік).
2014 року зареєстровано 9,9 тис. хворих на СНІД (93-тє місце у світі), це 1,59 % населення в репродуктивному віці 15—49 років (32-ге місце у світі). Смертність 2014 року від цієї хвороби становила приблизно 600 осіб (80-те місце у світі).
Частка дорослого населення з високим індексом маси тіла 2014 року становила 8,5 % (134-те місце у світі); частка дітей віком до 5 років зі зниженою масою тіла становила 29,8 % (оцінка на 2012 рік). Ця статистика показує як власне стан харчування, так і наявну/гіпотетичну поширеність різних захворювань.

### Санітарія
Доступ до облаштованих джерел питної води 2015 року мало 97,4 % населення в містах і 64,7 % в сільській місцевості; загалом 90 % населення країни. Відсоток забезпеченості населення доступом до облаштованого водовідведення (каналізація, септик): в містах — 59,8 %, в сільській місцевості — 5,1 %, загалом по країні — 47,4 % (станом на 2015 рік). Розподіл доходів домогосподарств в країні виглядає таким чином: нижній дециль — 2,4 %, верхній дециль — 30,9 % (станом на 2002 рік). Споживання прісної води, станом на 2000 рік, дорівнює 0,02 км³ на рік, або 24,84 тонни на одного мешканця на рік: з яких 84 % припадає на побутові, 0 % — на промислові, 16 % — на сільськогосподарські потреби.

## Соціально-економічне становище
Співвідношення осіб, що в економічному плані залежать від інших, до осіб працездатного віку (15—64 роки) загалом становить 58,5 % (станом на 2015 рік): частка дітей — 51,9 %; частка осіб похилого віку — 6,6 %, або 15,1 потенційно працездатного на 1 пенсіонера. Загалом ці показники характеризують рівень потреби державної допомоги в секторах освіти, охорони здоров'я та пенсійного забезпечення, відповідно. За межею бідності (з розрахунку 1,25 долара США на особу на добу) 2015 року перебувало 23 % населення країни.
Станом на 2013 рік, у країні 400 тис. осіб не має доступу до електромереж; 50 % населення має доступ, в містах цей показник дорівнює 61 %, у сільській місцевості — 14 %. Рівень проникнення інтернет-технологій надзвичайно низький. Станом на липень 2015 року в країні налічувалось 99 тис. унікальних інтернет-користувачів (178-ме місце у світі), що становило 11,9 % загальної кількості населення країни.

### Трудові ресурси
Загальні трудові ресурси 2014 року становили 294,6 тис. осіб (164-те місце у світі). Дані по структурі зайнятості економічно активного населення в господарстві країни відсутні. 13,17 тис. дітей у віці від 5 до 14 років (8 % загальної кількості) 2006 року були залучені до дитячої праці. Безробіття 2014 року дорівнювало 60 % працездатного населення, 2007 року — 59 % (205-те місце у світі).

## Кримінал

### Торгівля людьми
Згідно зі щорічною доповіддю про торгівлю людьми (англ. Trafficking in Persons Report) Управління з моніторингу та боротьби з торгівлею людьми Державного департаменту США, уряд Джибуті докладає значних зусиль у боротьбі з явищем примусової праці, сексуальної експлуатації, незаконною торгівлею внутрішніми органами, але не повною мірою, країна перебуває у списку спостереження другого рівня.

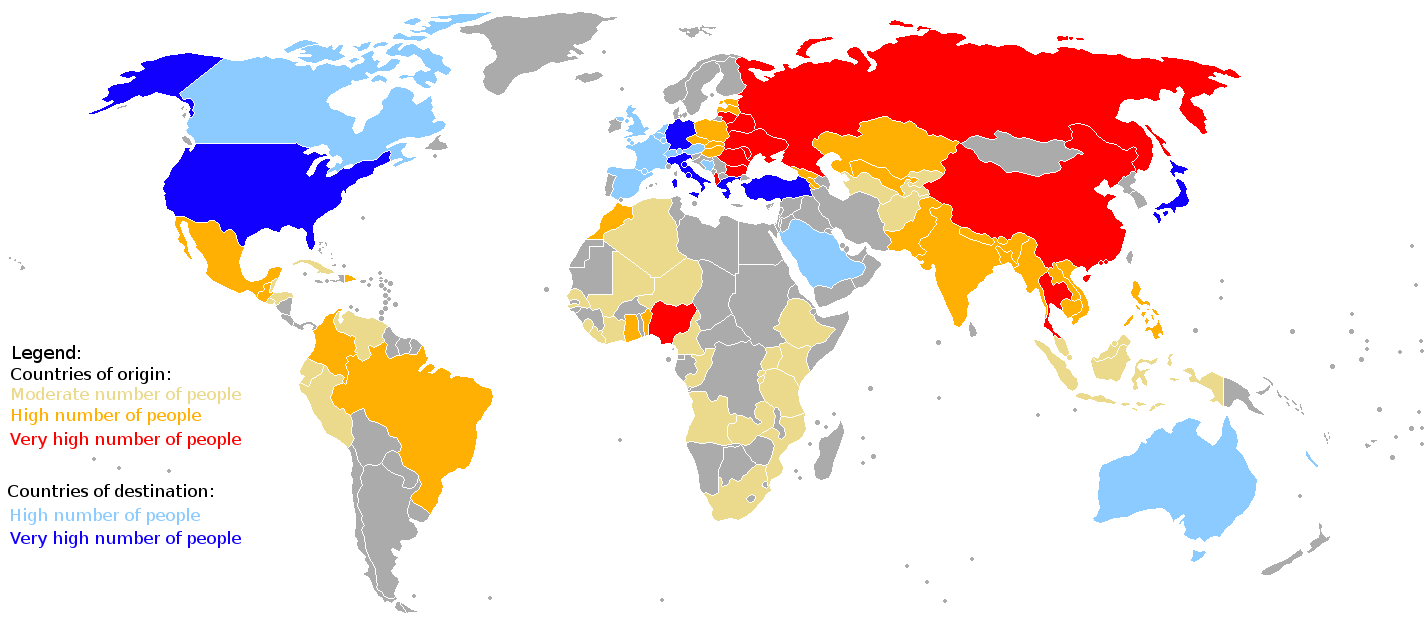
Країни-донори (червоний) і країни-реципієнти кримінальних потоків  (англ.)
Глобальна боротьба з торгівлею людьми (англ.)

## Гендерний стан
Статеве співвідношення (оцінка 2015 року):
- при народженні — 1,03 особи чоловічої статі на 1 особу жіночої;
- у віці до 14 років — 1,01 особи чоловічої статі на 1 особу жіночої;
- у віці 15—24 років — 0,89 особи чоловічої статі на 1 особу жіночої;
- у віці 25—54 років — 0,71 особи чоловічої статі на 1 особу жіночої;
- у віці 55—64 років — 0,87 особи чоловічої статі на 1 особу жіночої;
- у віці за 64 роки — 0,82 особи чоловічої статі на 1 особу жіночої;
- загалом — 0,85 особи чоловічої статі на 1 особу жіночої[1].

## Демографічні дослідження
Демографічні дослідження у країні ведуться рядом державних і наукових установ:

### Українською
- Атлас. 10—11 клас. Економічна і соціальна географія світу / упорядники :  О. Я. Скуратович, Н. І. Чанцева. — К. : ДНВП «Картографія», 2010. — ISBN 978-966-475-639-3.
- Атлас світу / голов. ред. І. С. Руденко ; зав. ред. В. В. Радченко ; відп. ред. О. В. Вакуленко. — К. : ДНВП «Картографія», 2005. — 336 с. — ISBN 9666315467.
- Безуглий В. В. Економічна і соціальна географія зарубіжних країн : Навчальний посібник. — К. : ВЦ «Академія», 2007. — 704 с. — ISBN 978-966-580-239-6.
- Безуглий В. В., Козинець С. В. Регіональна економічна і соціальна географія світу : Навчальний посібник. — видання 2-ге, доп., перероб. — К. : ВЦ «Академія», 2007. — 688 с. — ISBN 966-580-144-9.
- Головченко В. І., Кравчук О. Країнознавство: Азія, Африка, Латинська Америка, Австралія і Океанія. — К., 2006. — 335 с. — ISBN 966-8939-04-2.
- Гудзеляк І. І. Географія населення: Навчальний посібник / І. Гудзеляк. — Л. : Видавничий центр ЛНУ імені Івана Франка, 2008. — 232 с. — ISBN 978-966-613-599-8.
- Дахно І. І. Країни світу: Енциклопедичний довідник / І. І. Дахно, С. М. Тимофієв. — К. : Мапа, 2011. — 606 с. — (Бібліотека нового українця) — ISBN 978-966-8804-23-6.
- Дахно І. І. Економічна географія зарубіжних країн : навчальний посібник. — К. : Центр учбової літератури, 2014. — 319 с. — ISBN 978-611-01-0682-5.
- Джаман В. О. Регіональні системи розселення: демографічні аспекти. — Чернівці : Рута, 2003. — 392 с. — ISBN 9665685988.
- Дорошенко Л. С. Демографія: Навчальний посібник. — К. : МАУП, 2005. — 112 с. — ISBN 966-608-442-2.
- Дубович І. А. Країнознавчий словник-довідник. — 5-те вид., перероб. і доп. — К. : Знання, 2008. — 839 с. — ISBN 978-966-346-330-8.
- Економічна і соціальна географія країн світу. Навчальний посібник / За ред. Кузика С. П. — Л. : Світ, 2002. — 672 с. — ISBN 966-603-178-7.
- Загальна медична географія світу / В. О. Шевченко [та ін.] — К. : [б.в.], 1998. — 178 с.
- Книш М. М., Мамчур О. І. Регіональна економічна і соціальна географія світу (Латинська Америка та Карибські країни, Африка, Азія, Океанія) : навч. посіб. — Л. : ЛНУ ім. Івана Франка, 2013. — 368 с. — ISBN 978-617-10-0007-0.
- Крисаченко В. С. Динаміка населення: Популяційні, етнічні та глобальні виміри. — К. : Видавництво Національного інституту стратегічних досліджень, 2005. — 368 с. — ISBN 966-554-083-1.
- Любіцева О. О., Мезенцев К. В., Павлов С. В. Географія релігій. — К. : АртЕК, 1999. — 504 с. — ISBN 966-505-006-0.
- Масляк П. О. Країнознавство. — К. : Знання, 2007. — 292 с. — (Вища освіта XXI століття)
- Масляк П. О., Дахно І. І. Економічна і соціальна географія світу / П. О. Масляк, І. І. Дахно ; за ред. П. О. Масляка. — К. : Вежа, 2003. — 280 с. — ISBN 966-7091-53-8.

### Російською
- (рос.) Джибути // Демографический энциклопедический словарь / главн. ред. Валентей Д. И. — М. : Советская энциклопедия, 1985. — 608 с.
- (рос.) Джибути // Африка: энциклопедический справочник [в 2-х тт.] / гл. ред. А. А. Громыко. — М. : Советская энциклопедия, 1986. — Т. 1. — 672 с.
- (рос.) Джибути // Страны и народы. Африка. Восточная и Южная Африка / Редкол. : М. Б. Горнунг, Г. Б. Старушенко (отв. ред.) и др. — М. : «Мысль», 1981. — 269 с. — (Страны и народы) — 180 тис. прим.
- (рос.) Атлас народов мира / Отв. ред. С. И. Брук и В. С. Апенченко. — М. : ГУГК ГГК СССР и Институт этнографии им. Н. Н. Миклухо-Маклая АН СССР, 1964. — 185 с. — 20 тис. прим.
- (рос.) Численность и расселение народов мира. Этнографические очерки / под ред. С. И. Брука. — М. : Издательство АН СССР, 1962. — 487 с.
- (рос.) Лаппо Г. М. География городов: Учебное пособие для географических факультетов вузов. — М. : Туманит, изд. центр ВЛАДОС, 1997. — 476 с. — ISBN 5-691-00047-0.
- (рос.) Ягельский А. География населения. — М. : Прогресс, 1980. — 383 с.